# San Bartolomé de Pinares (ort)
San Bartolomé de Pinares är en ort i Spanien.   Den ligger i provinsen Provincia de Ávila och regionen Kastilien och Leon, i den centrala delen av landet, 70 km väster om huvudstaden Madrid. San Bartolomé de Pinares ligger 1 047 meter över havet och antalet invånare är 693.
Terrängen runt San Bartolomé de Pinares är kuperad. Runt San Bartolomé de Pinares är det ganska glesbefolkat, med 21 invånare per kvadratkilometer. Närmaste större samhälle är Ávila, 18,4 km nordväst om San Bartolomé de Pinares. Omgivningarna runt San Bartolomé de Pinares är i huvudsak ett öppet busklandskap.